# Smrtić
Smrtić je naseljeno mjesto u Republici Hrvatskoj u općini Gornji Bogićevci u Brodsko-posavskoj županiji.

## Zemljopis
Smrtić se nalaze zapadno od Nove Gradiške i istočno od Gornjih Bogićevaca, susjedna naselja su Ratkovac na sjeverozapadu i Trnava na istoku.

## Stanovništvo
Prema popisu stanovništva iz 2001. godine Smrtić je imao 338 stanovnika, od čega 150 Hrvata i 54 Srbina. 
| broj stanovnika | 232   | 248   | 230   | 309   | 407   | 421   | 392   | 397   | 298   | 330   | 372   | 442   | 425   | 486   | 338   | 292   | 197   |
|                 | 1857. | 1869. | 1880. | 1890. | 1900. | 1910. | 1921. | 1931. | 1948. | 1953. | 1961. | 1971. | 1981. | 1991. | 2001. | 2011. | 2021. |

## Sport
U naselju je postojao nogometni klub NK SRSK Smrtić